# Яо Сін
Яо Сін (кит. трад.: 姚興; піньїнь: Yao Xing; 366-416) — другий імператор Пізньої Цінь періоду Шістнадцяти держав.

## Життєпис
Був сином засновника імперії Яо Чана. За його правління Пізня Цінь набула значної могутності. Яо Сін зумів знищити свого головного суперника — Ранню Цінь, розширивши свою владу практично на весь західний Китай. Він тимчасово захопив майже всі землі Західної Цінь, а також змусив Південну, Північну й Західну Лян визнати, хоч і формально, свій сюзеренітет.
Втім наприкінці свого правління Яо Сін почав зазнавати поразок у битвах, зокрема від повстанців під проводом генерала Хелянь Бобо, який згодом заснував власну державу — Ся. Також значної шкоди Пізній Цінь завдала міжусобна боротьба між синами та племінниками Яо Сіна, що, зрештою й призвела до падіння династії після смерті імператора.
Яо Сін був палким прихильником буддизму, тому за його правління буддизм вперше отримав офіційну підтримку в Китаї. 401 року на запрошення імператора Чанань відвідував Кумараджива.

## Девізи правління
- Хуанчу (皇初) 394—399
- Хунші (弘始ǐ) 399—416